# Franz Sättler

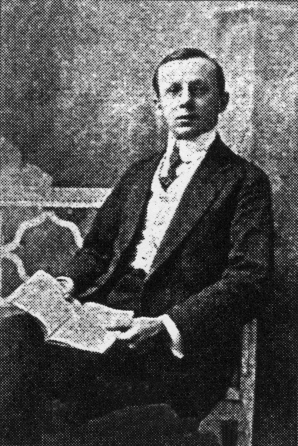
Franz Sättler

Franz Sättler (* 7. März 1884 in Brüx; † um 1942) war ein deutscher Okkultist, Alchemist und  Betrüger. Er benutzte das Pseudonym Dr. Musallam.

## Leben
Sättler war der Sohn eines Wachtmeisters der österreichischen Bezirksgendarmerie. Schon früh entwickelte er ein Interesse für Fremdsprachen und brachte sich autodidaktisch Englisch, Französisch, Hebräisch sowie Alt- und Neugriechisch bei. Er studierte Persisch, Arabisch und Türkisch an der Universität Prag und unternahm noch während seiner Studienzeit 1905 eine Reise auf den Balkan (Montenegrino, Albanien). 1906/07 hielt er sich erneut in Albanien, im Libanon und in Syrien auf. Er war ein Bewunderer Karl Mays, mit dem er seit 1906 in Kontakt stand. 1909 heiratete er Anastasia Goldschmidt. Im gleichen Jahr promovierte er in Orientalistik mit einer Arbeit über Der arabische Dialekt von Hadramaut. Anschließend reise er wieder nach Vorderasien. Er war vorübergehend Hofmeister des Grafen Khevenhüller in Beirut und Lehrer an der Österreichischen Konsularschule in Saloniki. Während des Ersten Weltkriegs bereiste er die Kriegsschauplätze in der Türkei. In Saloniki geriet er in französische Gefangenschaft. Zusammen mit seiner Frau wurde er in das Lager Garaison bei Lourdes überstellt, wo er bis 1919 verblieb.
Ab 1912 verfasste Sättler mehrere Abenteuerromane im Stil Karl Mays. In französischer Kriegsgefangenschaft kam er erstmals in Kontakt mit dem Okkultismus. Er wurde Leiter der von ihm 1925 in Österreich gegründeten Adonistischen Gesellschaft. Unter dem Pseudonym Dr. Musallam veröffentlichte Sättler eine Reihe okkulter Schriften zu Magie, Astromagie, Kartomantie und Spiritistik und arbeitete an der Verbreitung des Adonismus, einer weltanschaulichen Geheimlehre, deren historische Wurzeln er nach eigenen Aussagen bei seinen Reisen in den Nahen Osten frei legte. In den 1920er Jahren war er Herausgeber der Zeitschrift Dido.
Sättler wurde Anfang der 1920er Jahre zu 4 ½ Jahren Zuchthaus verurteilt. Im Jahre 1932 versuchte die Polizei, ihn wegen diverser Betrugsdelikte zu verhaften. Er konnte sich jedoch nach Griechenland absetzen, wo er gestellt wurde. Einem Auslieferungsgesuch wurde jedoch nicht stattgegeben. Im Jahr 1942 soll er verstorben sein.

## Werke
- Deutsches Rede- und Lesebuch. Mit Jules Pichon, Freiburg i. Br.: Bielefeld, 1910
- Deutsches Leben : Nach ausgew. Lesestücken. Mit Jules Pichon, Freiburg i. Br.: Bielefeld, 1913
- Reisen und Abenteuer: Band 1: Am Libanon. Berlin-Weißensee: E. Bartels, 1916
- Reisen und Abenteuer: Band 2: Nach Damaskus und dem Hauran. Berlin-Weißensee: E. Bartels, 1918
- Reisen und Abenteuer: Band 3: Bei den Ärnauten. Berlin-Weißensee: E. Bartels, 1920
- Adonismus oder die uralte Geheimlehre, wie sie uns von den Chaldaern, Phöniziern, Persern, Ägyptern und Griechen überliefert, noch heutigentags im Orient bei den Nasairiern oder „Lichtauslöschern“, den Jezîdi-Kurden oder „Teufelsanbetern“ u. a. erhalten ist und durch einen eigenen Orden, den „Nizâm el-Khâf“ neuerdings wieder verbreitet wird. Adonistischer Verlag, Berlin-Weissensee 1925.
- Macht und Erfolg. Adonistischer Verlag, Berlin-Weissensee 1927 (Neuausgabe: Edition Geheimes Wissen, Graz 2008, ISBN 978-3-902677-48-8).
- Jugend und Schönheit. Adonistischer Verlag, Berlin 1927 (auch in: Macht und Erfolg, Jugend und Schönheit. Das Buch der Adonistin. MagWis – Verlag für Magisches Wissen, Walheim 2004, ISBN 3-939151-07-6).
- Hes oder Die Flamme des Lebens. E. Bartels, Berlin-Weissensee 1927 (Adonistische Bibliothek), (Auch: Edition Geheimes Wissen, Graz 2008, ISBN 978-3-902646-57-6).
- Der Adept. Die zwölf Stufen des magischen Einweihungsweges. AAGW, Sinzheim 2004, ISBN 3-937592-11-3 (Mit vollständiger Bibliographie Musallams).
- Schriften der Astrologie. Schleierwelten-Verlag, Wyk auf Föhr 2006, ISBN 3-937341-23-4.
- Mythos Menschheit. Das Leben und Sterben der Götter, Kulturen und Religionen aus Sicht der adonistischen Geheimlehre nach Dr. Musallam. Schleierwelten-Verlag, Wyk auf Föhr 2006, ISBN 3-937341-20-X.
- Telekinese und Materialisation. Das Buch der Gedankenkraft und Verkörperung. Schleierwelten-Verlag, Wyk auf Föhr 2008, ISBN 978-3-937341-37-8.